# Giorgio Avola
Giorgio Avola (Módica, 8 de mayo de 1989) es un deportista italiano que compite en esgrima, especialista en la modalidad de florete.
Participó en tres Juegos Olímpicos de Verano, obteniendo una medalla de oro en Londres 2012, en la prueba por equipos (junto con Valerio Aspromonte, Andrea Baldini y Andrea Cassarà), el cuarto lugar en Río de Janeiro 2016 y el quinto en Tokio 2020, en la misma prueba.
Ganó siete medallas en el Campeonato Mundial de Esgrima entre los años 2011 y 2019, y trece medallas en el Campeonato Europeo de Esgrima entre los años 2010 y 2022.
Estudió Economía y Administración en la Universidad Internacional Libre de Guido Carli.

## Palmarés internacional
| Juegos Olímpicos   | Juegos Olímpicos        | Juegos Olímpicos  | Juegos Olímpicos    |
| Año                | Lugar                   | Medalla           | Prueba              |
| ------------------ | ----------------------- | ----------------- | ------------------- |
| 2012               | Londres (Reino Unido)   | Medalla de oro    | Florete por equipos |
| Campeonato Mundial |                         |                   |                     |
| Año                | Lugar                   | Medalla           | Prueba              |
| 2011               | Catania (Italia)        | Medalla de bronce | Florete individual  |
| 2013               | Budapest (Hungría)      | Medalla de oro    | Florete por equipos |
| 2014               | Kazán (Rusia)           | Medalla de bronce | Florete por equipos |
| 2015               | Moscú (Rusia)           | Medalla de oro    | Florete por equipos |
| 2017               | Leipzig (Alemania)      | Medalla de oro    | Florete por equipos |
| 2018               | Wuxi (China)            | Medalla de oro    | Florete por equipos |
| 2019               | Budapest (Hungría)      | Medalla de bronce | Florete por equipos |
| Campeonato Europeo |                         |                   |                     |
| Año                | Lugar                   | Medalla           | Prueba              |
| 2010               | Leipzig (Alemania)      | Medalla de oro    | Florete por equipos |
| 2011               | Sheffield (Reino Unido) | Medalla de oro    | Florete individual  |
| 2011               | Sheffield (Reino Unido) | Medalla de oro    | Florete por equipos |
| 2012               | Legnano (Italia)        | Medalla de oro    | Florete por equipos |
| 2014               | Estrasburgo (Francia)   | Medalla de plata  | Florete por equipos |
| 2016               | Toruń (Polonia)         | Medalla de plata  | Florete por equipos |
| 2016               | Toruń (Polonia)         | Medalla de bronce | Florete individual  |
| 2017               | Tiflis (Georgia)        | Medalla de bronce | Florete individual  |
| 2017               | Tiflis (Georgia)        | Medalla de bronce | Florete por equipos |
| 2018               | Novi Sad (Serbia)       | Medalla de plata  | Florete por equipos |
| 2018               | Novi Sad (Serbia)       | Medalla de bronce | Florete individual  |
| 2019               | Düsseldorf (Alemania)   | Medalla de bronce | Florete por equipos |
| 2022               | Antalya (Turquía)       | Medalla de bronce | Florete individual  |